# Juan Felipe Leal
Juan Felipe Leal (Ciudad de México; 20 de agosto de 1945) es un investigador, escritor y teórico de la historia cultural y política de México. Licenciado y Doctor en Sociología por la Universidad Nacional Autónoma de México. Es miembro de la Academia Mexicana de Ciencias. Entre 1992 y 1996 ocupó el cargo de director de la Facultad de Ciencias Políticas y Sociales de la Universidad Nacional Autónoma de México (UNAM). Sus investigaciones se han vinculado a la historia de la Revolución mexicana, a la historia de la producción cinematográfica, las representaciones audiovisuales en torno al proceso revolucionario mexicano y acerca del desarrollo de las ciencias sociales en México.

## Reconocimientos y distinciones
- Reconocimiento “Al Mérito Universitario” por 25 años de docencia (1996).

- Diploma por sus 30 años de servicios académicos (2001).

- Premio Universidad Nacional en el Área de Docencia en Ciencias Sociales (2004).

- Reconocimiento “Al Mérito Universitario” por 35 años de docencia (2006).